# Цанаші
Цанаші (груз. წანაში) — село в Грузії.
За даними перепису населення 2014 року в селі проживає 119 особа.